# قلعه علی‌آباد (کوهرنگ)
قلعه علی‌آباد یک روستا در ایران است که در بخش مرکزی شهرستان کوهرنگ در استان چهارمحال و بختیاری واقع شده‌است.

## جمعیت
این روستا در دهستان دشت زرین قرار دارد و براساس سرشماری مرکز آمار ایران در سال ۱۳۸۵، جمعیت آن ۶۰۱۹ نفر (۱۱۱ خانوار) بوده‌است.